# Westel 900 Budapest Open 1999 - Qualificazioni singolare
Le qualificazioni del singolare  del Westel 900 Budapest Open 1999 sono state un torneo di tennis preliminare per accedere alla fase finale della manifestazione. I vincitori dell'ultimo turno sono entrati di diritto nel tabellone principale. In caso di ritiro di uno o più giocatori aventi diritto a questi sono subentrati i lucky loser, ossia i giocatori che hanno perso nell'ultimo turno ma che avevano una classifica più alta rispetto agli altri partecipanti che avevano comunque perso nel turno finale.

## Giocatrici

### Teste di serie
1. Ljubomira Bačeva (secondo turno)
2. Anca Barna (secondo turno)
3. Marion Maruska (secondo turno, ritiro)
4. Sandra Dopfer (ultimo turno, Lucky Loser)

1. Adriana Serra Zanetti (secondo turno)
2. Radka Pelikanová (secondo turno)
3. Evelyn Fauth (secondo turno)
4. Martina Suchá (qualificata)

### Qualificate
1. Zsófia Gubacsi
2. Eva Martincová

1. Katarzyna Strączy
2. Martina Suchá

#### Lucky Losers
1. Sandra Dopfer

## Tabellone qualificazioni

### Legenda
| - Q = Qualificato - WC = Wild card - LL = Lucky loser | - ALT = Alternate - SE = Special Exempt - PR = Protected Ranking | - w/o = Walkover - r = Ritirato - d = Squalificato |

### Sezione 1
|  | Primo turno     | Primo turno      | Primo turno      | Primo turno      | Primo turno      |  |  | Secondo turno | Secondo turno    | Secondo turno | Secondo turno  | Secondo turno  |   |   | Ultimo turno | Ultimo turno   | Ultimo turno   | Ultimo turno | Ultimo turno |  |
|  |                 |                  |                  |                  |                  |  |  |               |                  |               |                |                |   |   |              |                |                |              |              |  |
|  | 1               | Ljubomira Bačeva | Ljubomira Bačeva | Ljubomira Bačeva | Ljubomira Bačeva |  |  |               |                  |               |                |                |   |   |              |                |                |              |              |  |
|  |                 | Bye              | Bye              | Bye              | Bye              |  |  | 1             | Ljubomira Bačeva | 4             | 6              | 6              |   |   |              |                |                |              |              |  |
|  | Boglárka Berecz | Boglárka Berecz  | Boglárka Berecz  | 1                | 4                |  |  |               | Libuše Průšová   | 6             | 4              | 78             |   |   |              |                |                |              |              |  |
|  | Libuše Průšová  | Libuše Průšová   | Libuše Průšová   | 6                | 6                |  |  |               |                  |               |                |                |   |   |              | Libuše Průšová | Libuše Průšová | 64           | 3            |  |
|  |                 | Zuzana Valeková  | 3                | 6                | 4                |  |  |               |                  | WC            | Zsófia Gubacsi | Zsófia Gubacsi | 7 | 6 |              |                |                |              |              |  |
|  | WC              | Zsófia Gubacsi   | 6                | 4                | 6                |  |  | WC            | Zsófia Gubacsi   | 6             | 3              | 6              |   |   |              |                |                |              |              |  |
|  |                 | Magda Mihalache  | Magda Mihalache  | 5                | 3                |  |  | 7             | Evelyn Fauth     | 0             | 6              | 4              |   |   |              |                |                |              |              |  |
|  | 7               | Evelyn Fauth     | Evelyn Fauth     | 7                | 6                |  |  |               |                  |               |                |                |   |   |              |                |                |              |              |  |

### Sezione 2
|  | Primo turno        | Primo turno           | Primo turno           | Primo turno | Primo turno |  |  | Secondo turno | Secondo turno         | Secondo turno      | Secondo turno  | Secondo turno  |   |   | Ultimo turno | Ultimo turno  | Ultimo turno  | Ultimo turno | Ultimo turno |  |
|  |                    |                       |                       |             |             |  |  |               |                       |                    |                |                |   |   |              |               |               |              |              |  |
|  | 4                  | Sandra Dopfer         | Sandra Dopfer         | 6           | 6           |  |  |               |                       |                    |                |                |   |   |              |               |               |              |              |  |
|  |                    | Kinga Berecz          | Kinga Berecz          | 3           | 0           |  |  | 4             | Sandra Dopfer         | Sandra Dopfer      | 6              | 7              |   |   |              |               |               |              |              |  |
|  | Ludmila Richterová | Ludmila Richterová    | Ludmila Richterová    | 6           | 6           |  |  |               | Ludmila Richterová    | Ludmila Richterová | 4              | 5              |   |   |              |               |               |              |              |  |
|  | Adriana Barna      | Adriana Barna         | Adriana Barna         | 3           | 2           |  |  |               |                       |                    |                |                |   |   | 4            | Sandra Dopfer | Sandra Dopfer | 3            | 1            |  |
|  | Nicole Remis       | Nicole Remis          | 2                     | 6           | 2           |  |  |               |                       |                    | Eva Martincová | Eva Martincová | 6 | 6 |              |               |               |              |              |  |
|  | Eva Martincová     | Eva Martincová        | 6                     | 2           | 6           |  |  |               | Eva Martincová        | 6                  | 4              | 6              |   |   |              |               |               |              |              |  |
|  |                    | Meike Frohlich        | Meike Frohlich        | 5           | 4           |  |  | 5             | Adriana Serra Zanetti | 4                  | 6              | 3              |   |   |              |               |               |              |              |  |
|  | 5                  | Adriana Serra Zanetti | Adriana Serra Zanetti | 7           | 6           |  |  |               |                       |                    |                |                |   |   |              |               |               |              |              |  |

### Sezione 3
|  | Primo turno       | Primo turno         | Primo turno      | Primo turno | Primo turno |  |  | Secondo turno | Secondo turno     | Secondo turno     | Secondo turno     | Secondo turno     |   |   | Ultimo turno    | Ultimo turno    | Ultimo turno    | Ultimo turno | Ultimo turno |  |
|  |                   |                     |                  |             |             |  |  |               |                   |                   |                   |                   |   |   |                 |                 |                 |              |              |  |
|  | 6                 | Radka Pelikanová    | Radka Pelikanová | 6           | 6           |  |  |               |                   |                   |                   |                   |   |   |                 |                 |                 |              |              |  |
|  | WC                | Bettina Pirker      | Bettina Pirker   | 1           | 3           |  |  | 6             | Radka Pelikanová  | Radka Pelikanová  | 3                 | 0                 |   |   |                 |                 |                 |              |              |  |
|  | Adrienn Hegedűs   | Adrienn Hegedűs     | 4                | 6           | 1           |  |  |               | Renata Kučerová   | Renata Kučerová   | 6                 | 6                 |   |   |                 |                 |                 |              |              |  |
|  | Renata Kučerová   | Renata Kučerová     | 6                | 3           | 6           |  |  |               |                   |                   |                   |                   |   |   | Renata Kučerová | Renata Kučerová | Renata Kučerová | 1            | 0            |  |
|  | Eva Melicharová   | Eva Melicharová     | 7                | 5           | 0           |  |  |               |                   | Katarzyna Strączy | Katarzyna Strączy | Katarzyna Strączy | 6 | 6 |                 |                 |                 |              |              |  |
|  | Katarzyna Strączy | Katarzyna Strączy   | 5                | 7           | 6           |  |  |               | Katarzyna Strączy | Katarzyna Strączy | 4                 |                   |   |   |                 |                 |                 |              |              |  |
|  |                   | Christiane Hoppmann | 6                | 1           | 1           |  |  | 3             | Marion Maruska    | Marion Maruska    | 1                 | r                 |   |   |                 |                 |                 |              |              |  |
|  | 3                 | Marion Maruska      | 0                | 6           | 6           |  |  |               |                   |                   |                   |                   |   |   |                 |                 |                 |              |              |  |

### Sezione 4
|  | Primo turno | Primo turno       | Primo turno      | Primo turno | Primo turno |  |  | Secondo turno | Secondo turno | Secondo turno | Secondo turno | Secondo turno |   |   | Ultimo turno | Ultimo turno  | Ultimo turno  | Ultimo turno | Ultimo turno |  |
|  |             |                   |                  |             |             |  |  |               |               |               |               |               |   |   |              |               |               |              |              |  |
|  | 8           | Martina Suchá     | Martina Suchá    | 6           | 6           |  |  |               |               |               |               |               |   |   |              |               |               |              |              |  |
|  |             | Ana Salas Lozano  | Ana Salas Lozano | 3           | 2           |  |  | 8             | Martina Suchá | Martina Suchá | 6             | 6             |   |   |              |               |               |              |              |  |
|  | Edit Pakay  | Edit Pakay        | Edit Pakay       | 0           | 4           |  |  |               | Gréta Arn     | Gréta Arn     | 3             | 3             |   |   |              |               |               |              |              |  |
|  | Gréta Arn   | Gréta Arn         | Gréta Arn        | 6           | 6           |  |  |               |               |               |               |               |   |   | 8            | Martina Suchá | Martina Suchá | 7            | 6            |  |
|  | WC          | Anikó Kapros      | 65               | 6           | 6           |  |  |               |               | WC            | Anikó Kapros  | Anikó Kapros  | 5 | 1 |              |               |               |              |              |  |
|  |             | Gabriela Kučerová | 7                | 3           | 0           |  |  | WC            | Anikó Kapros  | Anikó Kapros  | 6             | 6             |   |   |              |               |               |              |              |  |
|  |             | Angelika Roesch   | 2                | 6           | 0           |  |  | 2             | Anca Barna    | Anca Barna    | 3             | 1             |   |   |              |               |               |              |              |  |
|  | 2           | Anca Barna        | 6                | 4           | 6           |  |  |               |               |               |               |               |   |   |              |               |               |              |              |  |